# Brosmolus
Brosmolus is een monotypisch geslacht van straalvinnige vissen uit de familie van naaldvissen (Bythitidae).

## Soort
- Brosmolus longicaudus Machida, 1993